# Iranisches Nationalmuseum

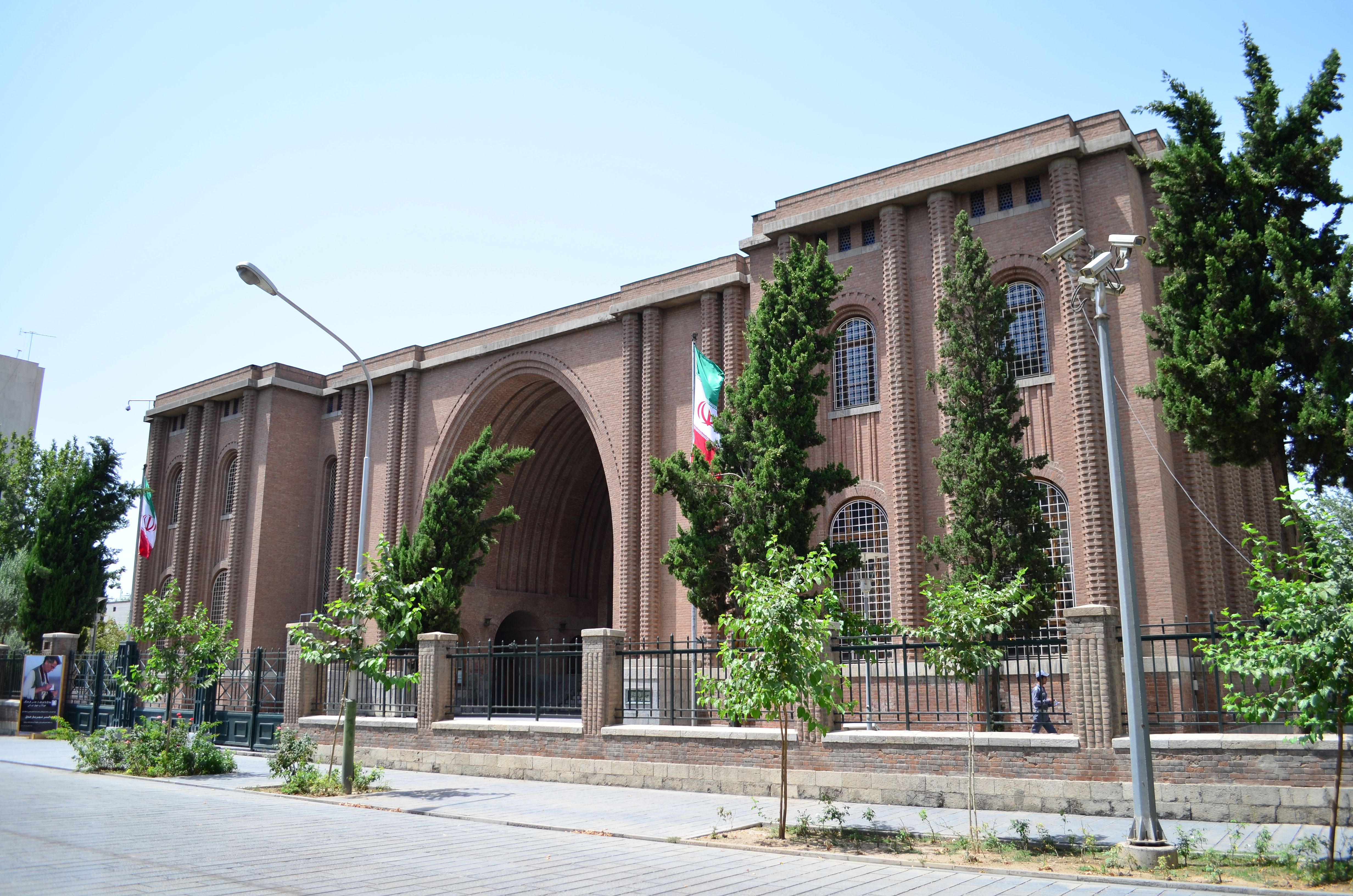
Iranisches Nationalmuseum, vor 2016

Das Iranische Nationalmuseum (persisch Mūze-ye Mellī-ye Irān, persisch موزه ملي ايران; oder Muze-ye Irān-e Bāstān, persisch موزه ایران باستان, „Museum des Iran der Antike“) ist ein archäologisches und historisches Museum in Teheran, der Hauptstadt Irans.
Das ältestes und bedeutendste Museum Irans besteht aus zwei Gebäuden mit jeweils drei Hallen, in denen über 300.000 Artefakte aus präislamischer und islamischer Zeit ausgestellt sind. Der erste Bau wurde von André Godard nach Vorbild des sassanidischen Taq-e Kesra in Ktesiphon entworfen und 1937 eingeweiht. In ihm findet man Ausstellungsstücke von der frühen Altsteinzeit bis zu der Sassanidenzeit. Der zweite Bau stammt von 1996. Hier findet man unter anderem Kunst- und Texterzeugnisse aus der islamischen Zeit.
In dem Museum befinden sich Forschungsabteilungen zur Altstein- und zur Achämenidenzeit sowie ein Zentrum für Keramikforschung.

## Ausstellungen
Die ältesten Artefakte des Museums stammen von archäologischen Fundorten in Kaschafrud, Darband und Gandsch Par, die auf das Altpaläolithikum zurückgehen. In der ersten Halle sind von Neandertalern erstellte moustérienische Steinwerkzeuge zu sehen. Die bedeutendsten Werkzeuge stammen aus der Yafteh-Höhle in Lurestan und gehen auf die Zeit vor ungefähr 30–35.000 Jahren zurück. Zu den vielen Ausstellungsstücken zählen ferner 8.000 Jahre alte Menschen- und Tierfiguren aus Tappeh Sarab in Kermānschāh. Weiter werden eine lebensgroße Figur von Darius I., die in Ägypten hergestellt und in Susa gefunden wurde, sowie das Grab von Arjān präsentiert.
Im islamischen Teil des Museums sind Ausgrabungs- und Sammlerstücke ausgestellt. Neben einer Abteilung mit Koranen, gibt es weitere Bereiche mit Buchmanuskripten, Persischen Miniaturmalereien aus verschiedenen Miniaturschulen wie die der Schiraser, Isfahaner, Herater und Indischen Malschule sowie die des Mogulreichs.
Weiterhin sind Ausstellungsstücke zur Astronomie zu sehen, wie zum Beispiel Astrolabe. Es gibt außerdem Abteilungen mit Kunsthandwerkserzeugnissen, wie Keramiken, Textilien und Metallhandwerk.
Einige Teile der Dauerausstellung wurden, so unter seinem Direktor (Leiter der „Nationalen Schätze Irans“) Mohammad-Reza Kargar, regelmäßig an Museen wie das British Museum ausgeliehen.

## Abbildungen

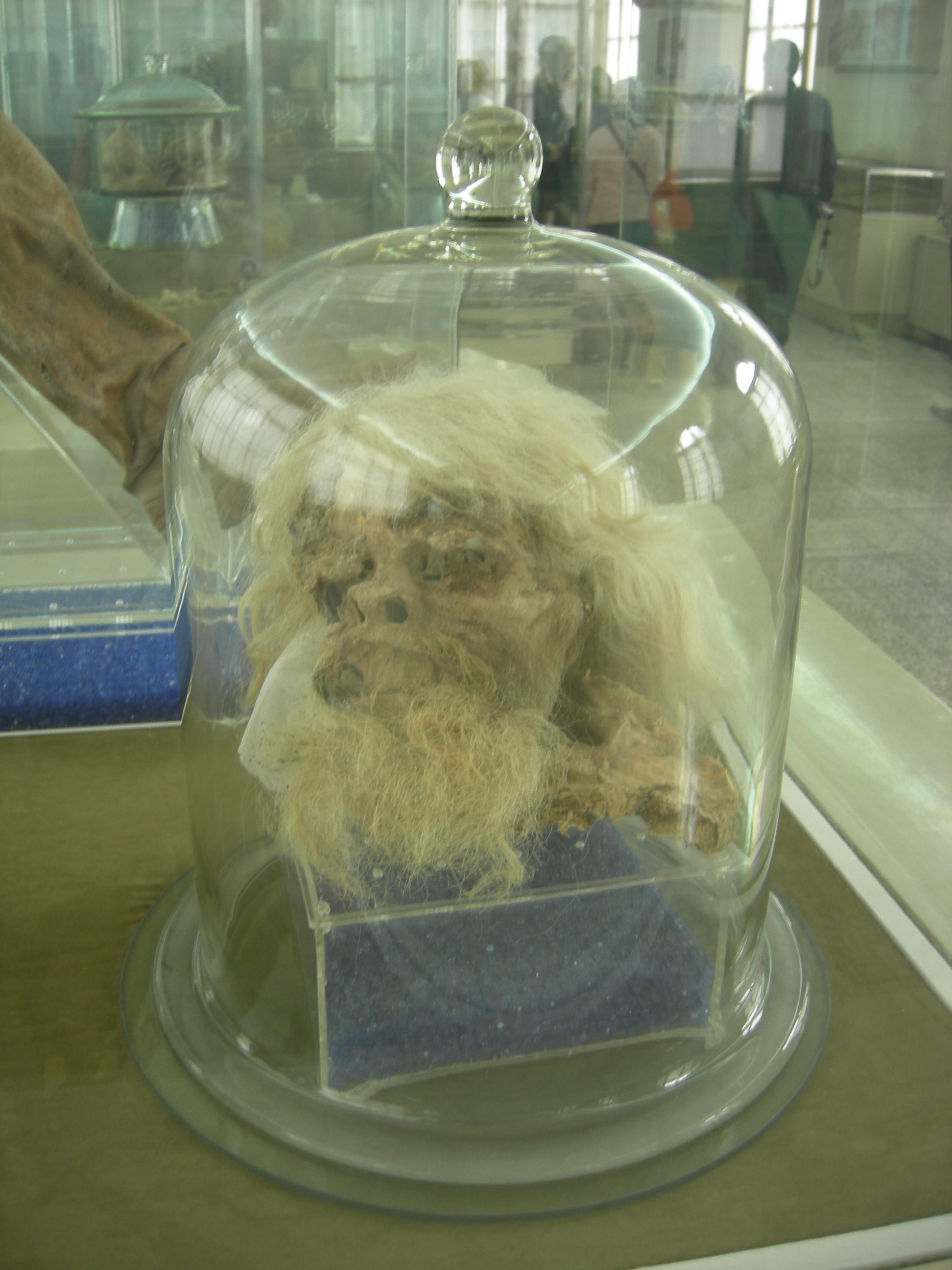
Kopf des Salzmannes Nr 1 aus dem Salzbergwerk von Zandschan
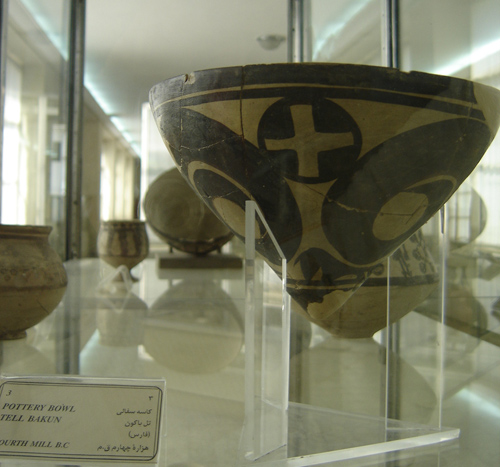
Eine Dekorationsschale aus dem 4. Jahrtausend vor Chr. aus der Provinz Fars
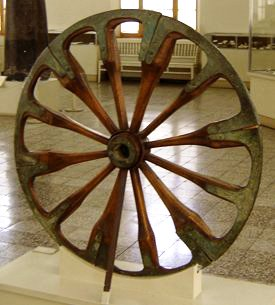
Ein Speichenrad aus dem 2. Jahrtausend vor Chr. aus Tschoga Zanbil
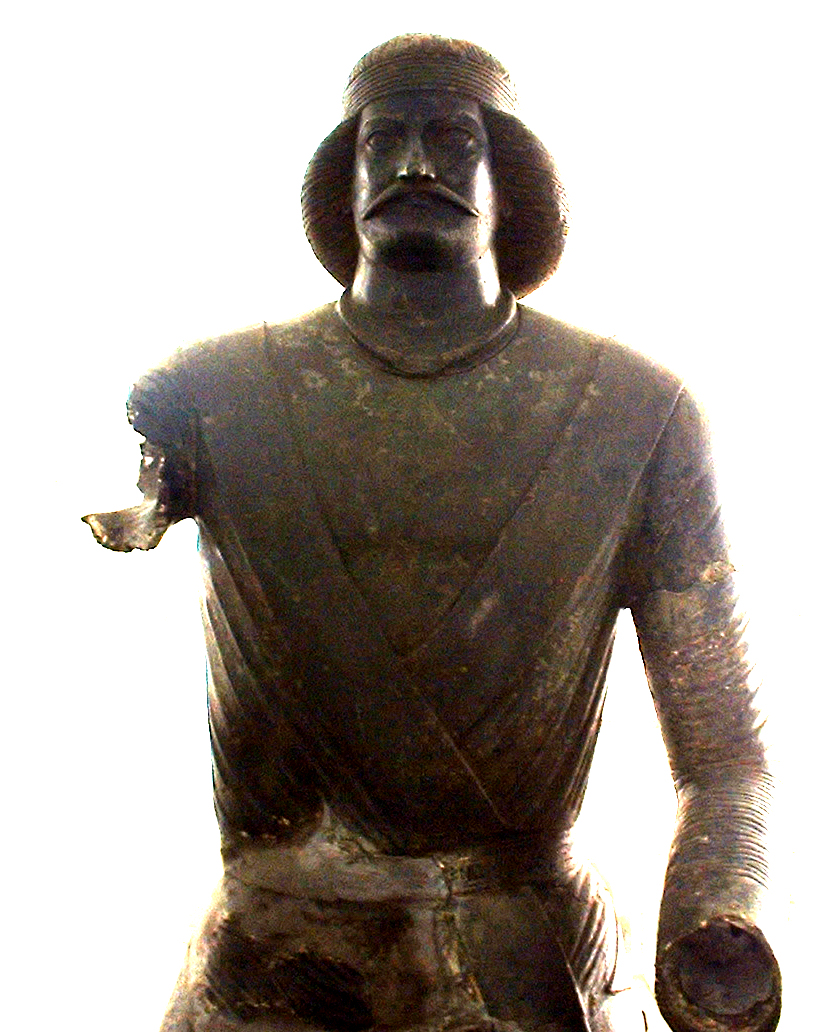
Parthische Figur, gefunden in Mal Amir, Lurestan
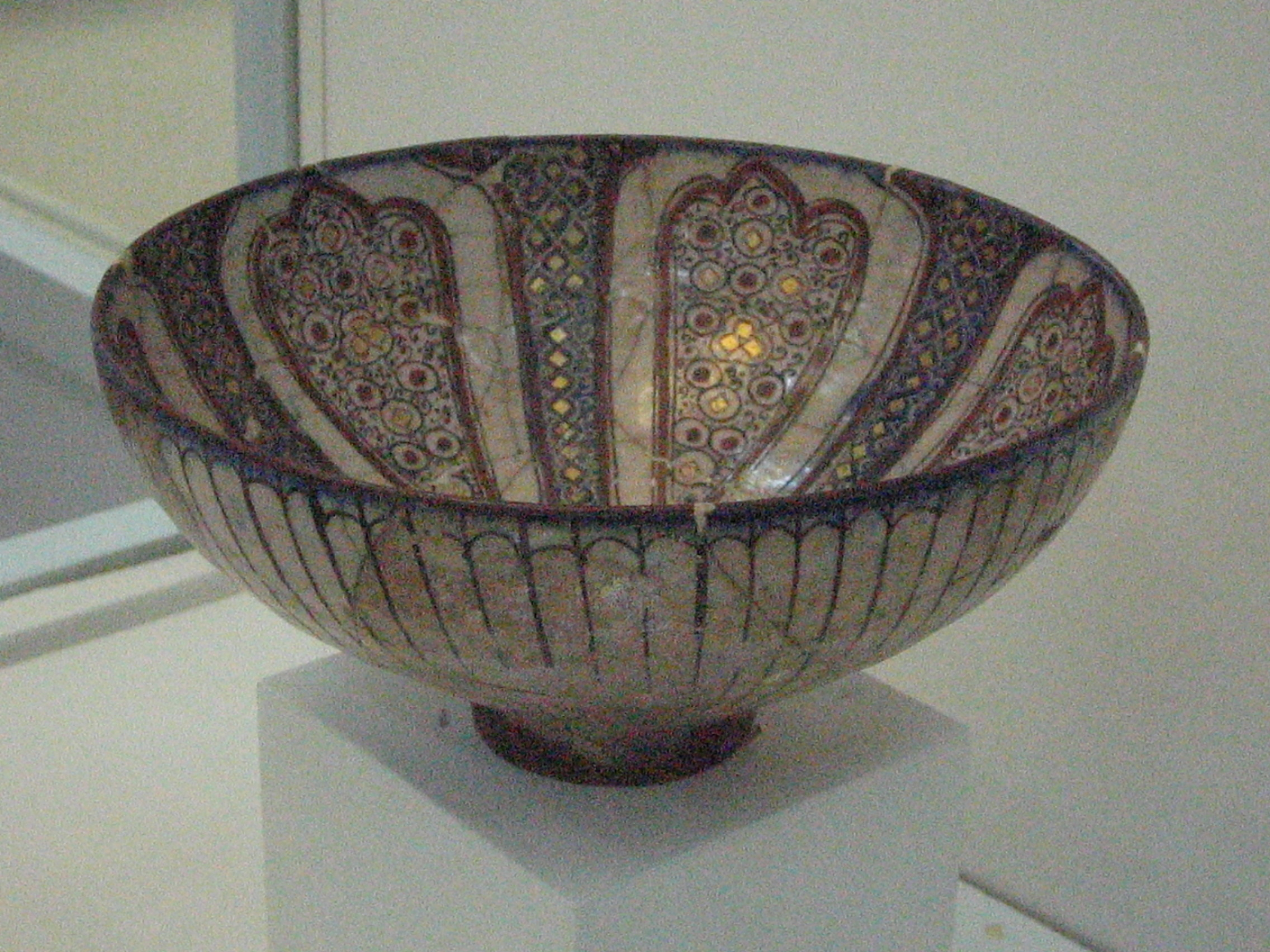
Schale Kaschan, 14. Jahrhundert
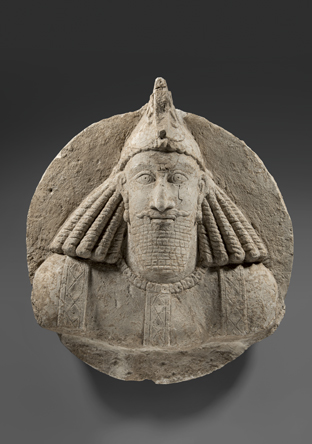
Büste aus dem Herrenhaus bei Hājīābād